# Enrico Butti

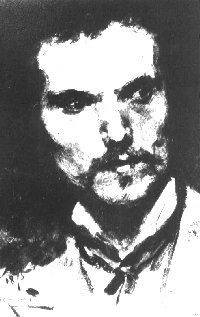
Enrico Butti

Enrico Butti (* 3. April 1847 in Viggiù; † 31. Januar 1932 ebenda) war ein italienischer Bildhauer und Maler.

## Leben
Butti wurde am 3. April 1847 als Sohn der Eheleute Bernardo und Anna Giudici geboren. Er zog im Jahre 1861 nach Mailand, um dort die Accademia di Belle Arti di Brera zu besuchen, wo er Kurse bei Pietro Magni belegte. In den Jahren der Scapigliatura stellte er 1872 bei der Mostra Nazionale eines seiner ersten Werke aus, die Marmorfigur des Raffaello Sanzio. Weiter stellte er 1874 im Palazzo Brera (Palast von Brera) im Mailänder Stadtviertel Brera, die Figur der Eleonora d’Este aus, die sich heute in Sankt Petersburg befindet. Andere Werke waren Caino, Le smorfie, Stizze, San Gerolamo (1875), Il mio garzone und Santa Rosa da Lima (1876), die heute im Mailänder Dom steht. Die Figur des L’angelo dell’evocazione entstand für das Grabmal Cavi-Bussi auf dem Mailänder Friedhof, weiter schuf er das Denkmal für Alberto da Giussano in Legnano, die Figur des Generals Giuseppe Sirtori, befindlich in den öffentlichen Gärten Mailands, und die Figur La morente (1891) für ein Grabmal.
Die Skulptur Il minatore (dt.: Der Bergmann) wurde erstmals 1888 in Brera ausgestellt und war zunächst wegen ihres sozialkritischen Untertons umstritten, bereits auf der Pariser Weltausstellung 1889 erhielt sie jedoch einen „Grand Prix“ und wurde auch später noch mehrfach ausgezeichnet. Es entstanden mehrere Kopien dieser Figur in Bronzeguss, darunter eine für das Grabmal der Düsseldorfer Industriellen-Familie von Gahlen auf dem Düsseldorfer Nordfriedhof.
Von 1893 bis 1913 war Butti Dozent für Skulpturen in der Accademia di Belle Arti di Brera. 1913 schuf er die Figur des Giuseppe Verdi, befindlich in der Piazza Michelangelo Buonarroti in Mailand. Ab 1928 widmete Butti sich der Malerei. Er verstarb am 31. Januar 1932 in seiner Villa in Viggiù, deren Park heute das Museum Butti beherbergt.

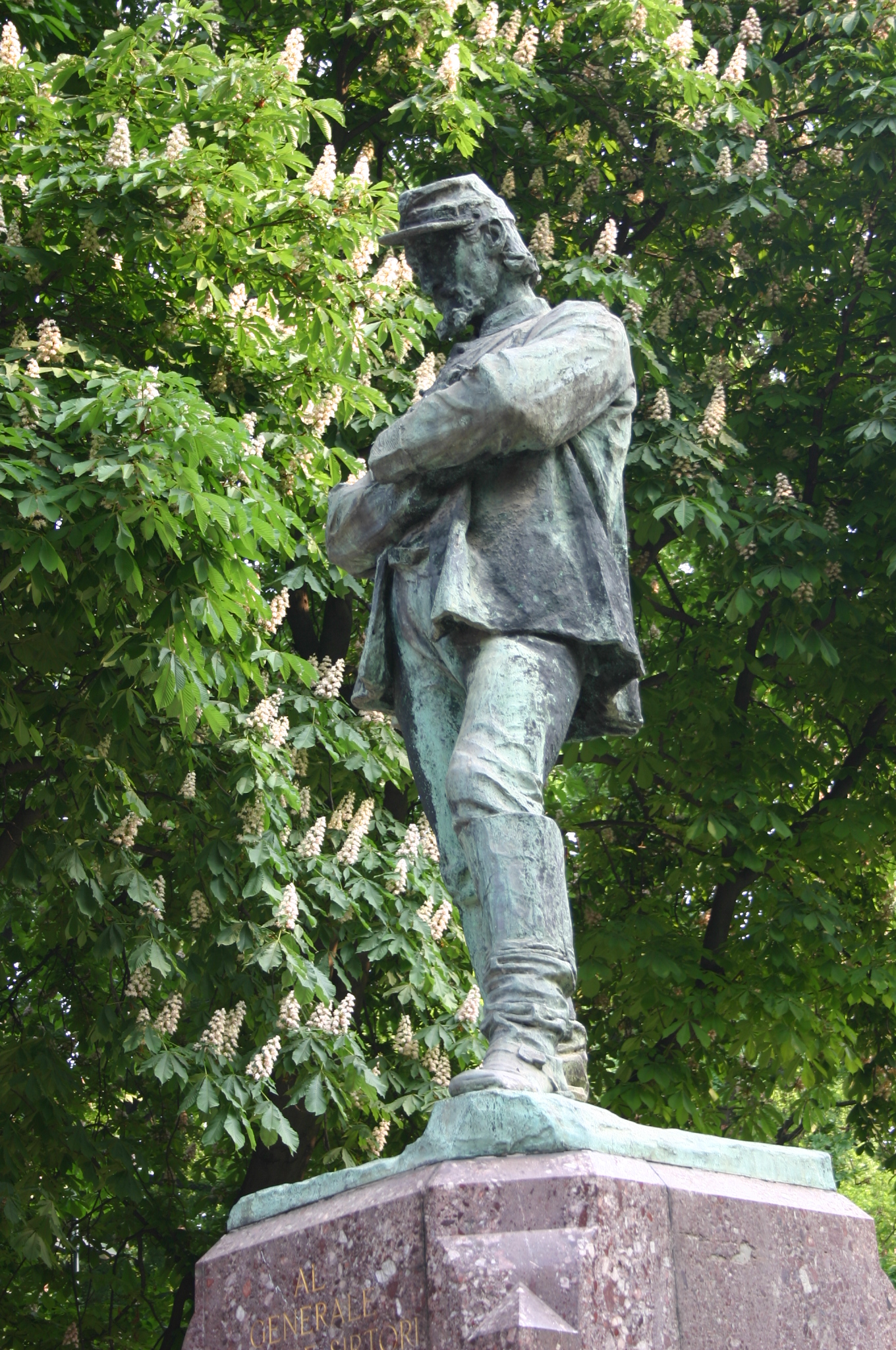
Denkmal für Giuseppe Sirtori, Mailand
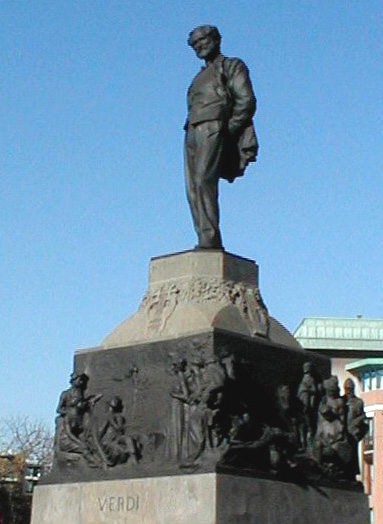
Denkmal für Giuseppe Verdi, Mailand
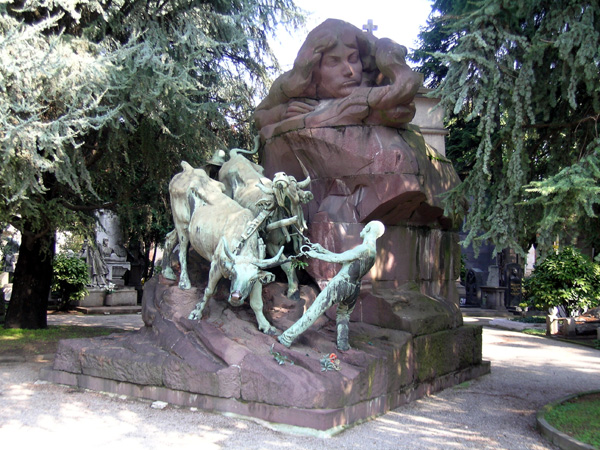
Grabmal für die Familie Besenzanica („L'aratura“), Mailand
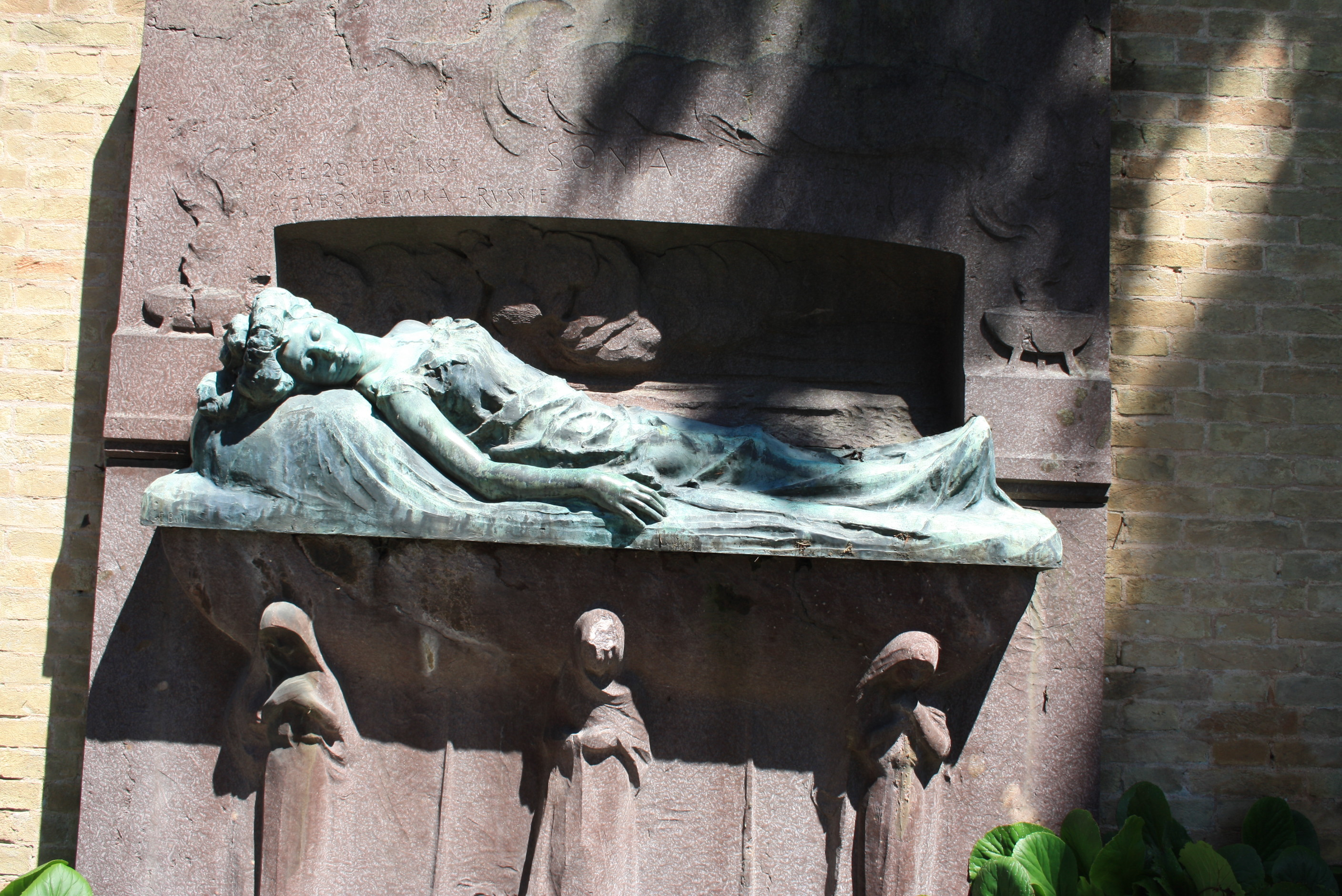
Grabmal für Sonia Kaliensky, Friedhof San Michele in Venedig
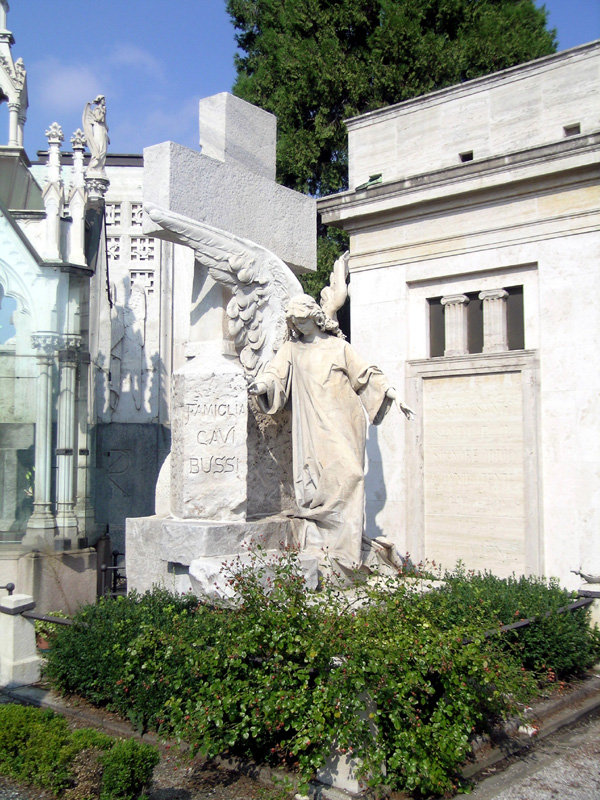
Grabmal für die Familie Cavi Bussi („Angelo dell'evocazione“), Mailand
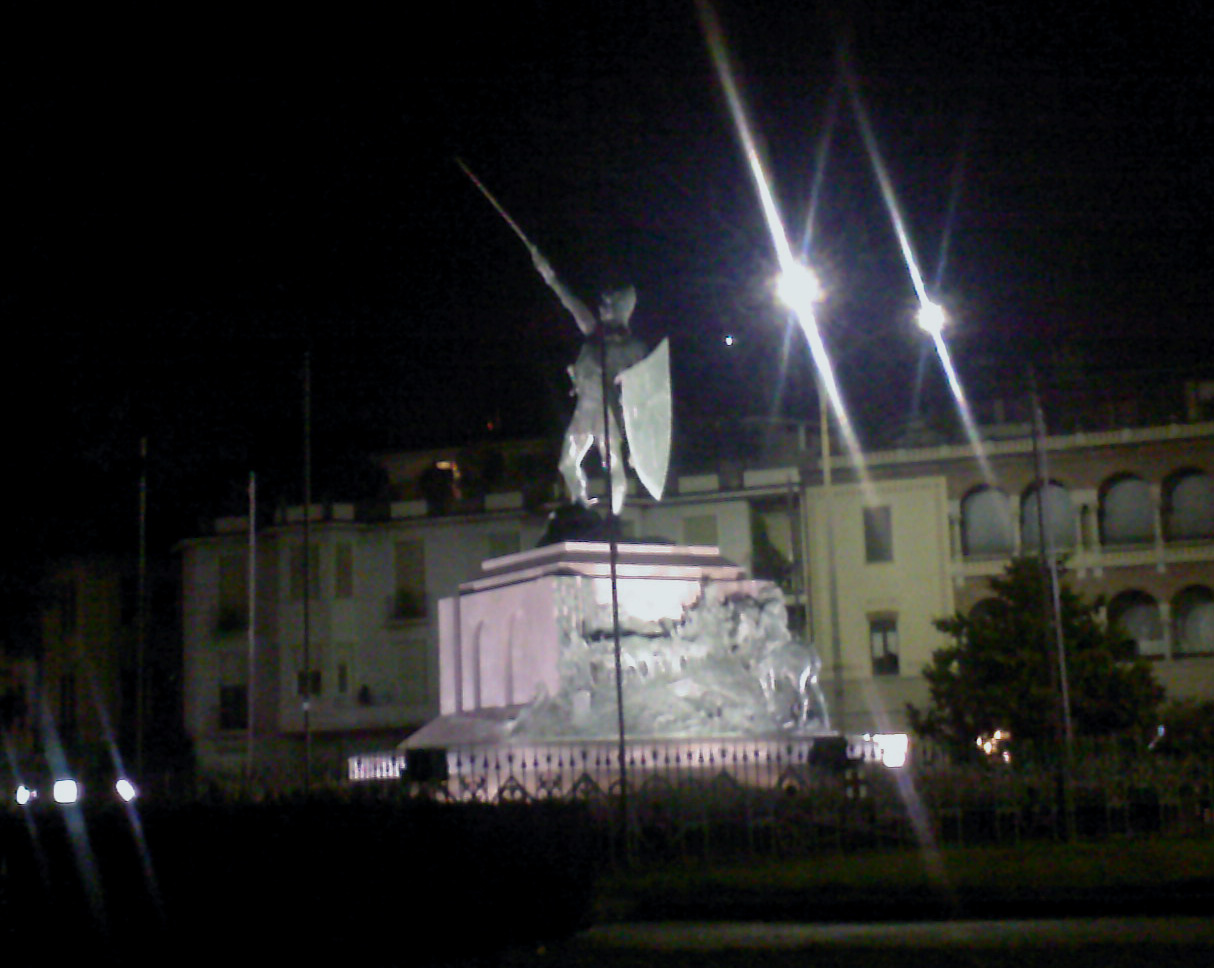
Denkmal für Alberto da Giussano, Legnano
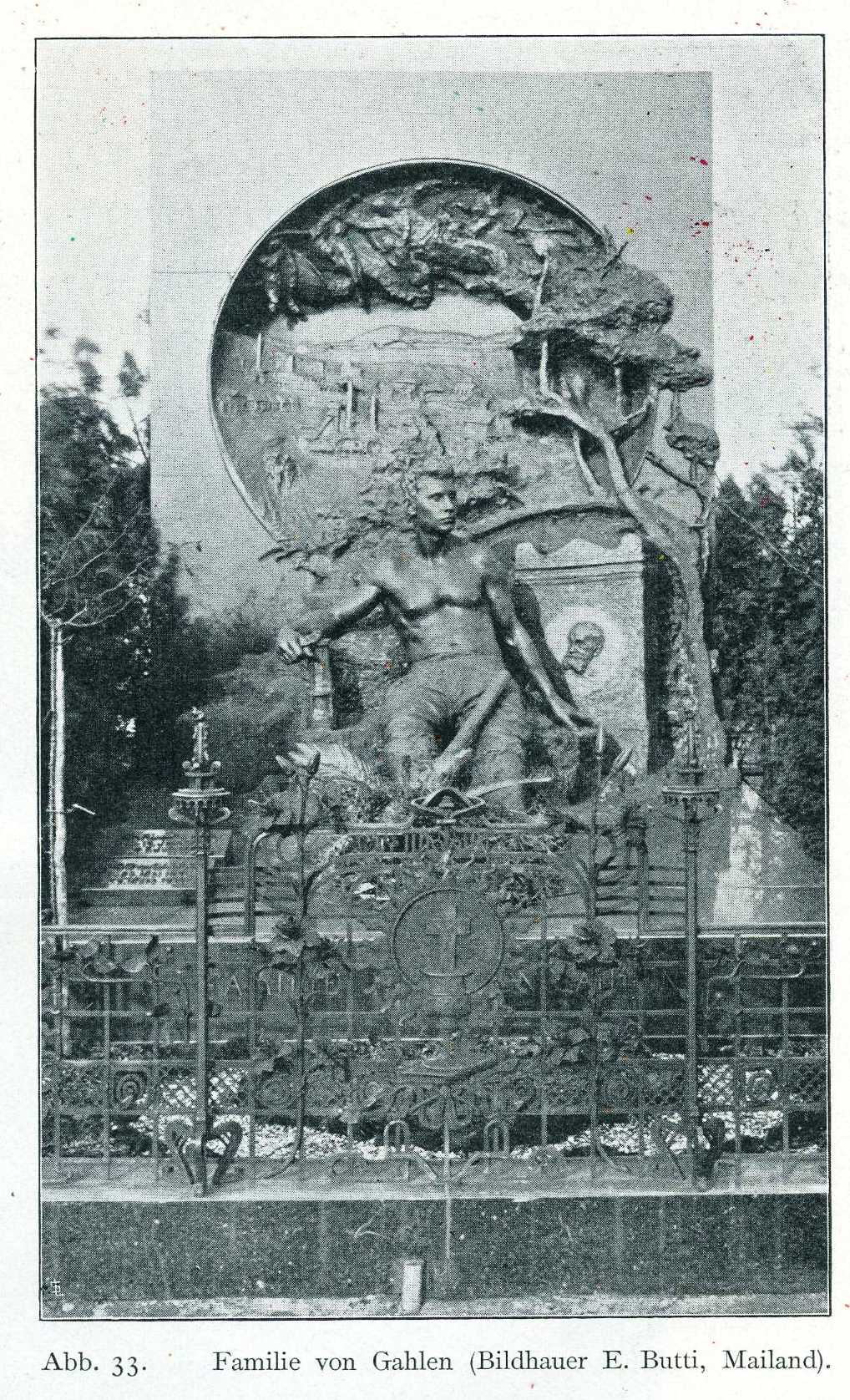
Skulptur „Der Bergmann“ auf dem Grabmal der Familie von Gahlen, Nordfriedhof Düsseldorf

## Museen
Museen, in denen Arbeiten von Butti ausgestellt sind:
- Vittoriano in Rom
- Sammlung im Museo Enrico Butti in Viggiù
- Museo Michelangiolesco in Caprese Michelangelo

Weiter vermachte Butti der Gemeinde von Viggiù 1926 eine Sammlung von 87 Gipsfiguren und einige seiner Gemälde.